# Петухов, Валерий Лаврентьевич
Валерий Лаврентьевич Петухов (род. 23 июля 1940, Полоцк) — советский и российский учёный — ветеринар, генетик; доктор биологических наук, профессор; заслуженный деятель науки РФ, почётный работник высшего профессионального образования РФ, почётный профессор Витебской государственной академии ветеринарной медицины (Республика Беларусь).

## Биография
В 1963 году окончил зооинженерный факультет Витебского ветеринарного института.
С 1970 года работает в Новосибирском сельскохозяйственном институте (Нынешний НГАУ), с 1985 — заведующий кафедрой разведения сельскохозяйственных животных и генетики. С 1991 года по настоящее время — руководитель НИИ ветеринарной генетики и селекции.

## Научная деятельность
В 1968 году защитил кандидатскую («Наследуемость молочности и жирномолочности крупного рогатого скота в зависимости от уровня продуктивности и показателя её селекционной оценки»), в 1978 — докторскую диссертацию («Наследственная обусловленность некоторых заболеваний крупного рогатого скота и возможность селекции животных на устойчивость к ним»).
Область научных интересов — генетика устойчивости сельскохозяйственных животных к лейкозу, туберкулезу, бруцеллезу, болезням конечностей и др. болезням, влияния химических мутагенов и радиации на наследственность, иммунитет и продуктивность животных.
Является одним из создателей нового научного направления «ветеринарная генетика». Создал первый в СНГ Научно-исследовательский институт ветеринарной генетики и селекции при Новосибирском государственном аграрном университете.
Соавтор более 600 научных работ, опубликованных в том числе и за рубежом, в том числе 30 изобретений. Автор учебников по генетике для студентов сельскохозяйственных и педагогических вузов.

## Основные работы
Автор более 200 научных публикаций.
- Генетика устойчивости крупного рогатого скота к туберкулезу // Генетика. — 1981. — № 6. — С. 1080—1087, 1088—1094;
- Генетические основы селекции животных. — М., 1989. — 448 с.;
- Способ разведения по линиям в племенном животноводстве. Патент № 2048091.